# بازنشستگی (مجموعه تلویزیونی)
بازنشستگی یا زمزمهٔ محبت نام یک مجموعهٔ تلویزیونی ایرانی به کارگردانی رضا فیاضی است که در سال ۱۳۷۱ تولید و از  شبکه ۲ پخش گردید.

## خلاصه داستان
«آقای جوادی» دبیر ادبیات مدرسه راهنمایی «اتحاد»، بازنشسته شده است و قرار است در مراسم تودیع خود شرکت کند. در روز مراسم، او سوار یک تاکسی می‌شود که از قضا رانندهٔ آن، از شاگردان قدیمی‌اش بوده است. این برخورد، او را به دنیایِ جوانی و خاطرات شیرینِ گذشته می‌برد و...

## بازیگران و عوامل تولید

### بازیگران
- هادی اسلامی
- دانیال حکیمی
- غلامحسین بهمنیار
- فرزانه نشاط‌خواه
- مریم معترف
- متین ستوده
- علی فیاضی
- آرش اسلامی
- احمد اسلامی